# Celebeszee
De Celebeszee of Zee van Celebes is een randzee van de Grote of Stille Oceaan, gelegen tussen Indonesië en de Filipijnen. Ten oosten ligt Borneo (Kalimantan) en ten zuiden ligt het eiland Celebes       (Sulawsi). De Celebeszee strekt zich uit over een afstand van 675 km (noord-zuid) en 840 km (oost-west) en heeft een totale oppervlakte van 280.000 km2 (110.000 vierkante mijl), met een maximale diepte van 6.200 m (20.300 voet).
Ten noorden van de Celebeszee ligt de Suluzee, ten noordoosten de Filipijnenzee, ten zuidoosten de Molukse Zee en ten zuiden de Straat Makassar die de Celebeszee verbindt met de Javazee.
De Zee van Celebes is een stuk van een oud oceaanbekken dat 42 miljoen jaar geleden werd gevormd op een plaats ver van alle landmassa's. Circa 20 miljoen jaar geleden had beweging van de aardkorst het bekken dicht genoeg bij de Indonesische en Filipijnse vulkanen gebracht om uitgestoten vulkaanpuin op te vangen. Circa 10 miljoen jaar geleden werd de Celebeszee overspoeld met continentaal puin, waaronder steenkool dat van een groeiende jonge berg op Borneo was afgeworpen en het bekken tegen Eurazië had aangedrukt.
De grens tussen de Celebeszee en de Suluzee ligt bij de Sibutu-Basilan bergrug. Sterke oceaanstromingen, diepzeegeulen en onderzeese bergen, gecombineerd met actieve vulkanische eilanden, resulteren in complexe oceanografische kenmerken.

## Zeeleven
De Celebeszee is de thuishaven van een grote verscheidenheid aan vissen en waterdieren. De tropische omgeving en het warme heldere water bieden onderdak aan ongeveer 580 van de 793 soorten rifbouwende koralen ter wereld, die uitgroeien tot enkele van de meest biodiverse koraalriffen ter wereld. Ook is een indrukwekkend scala aan zeedieren aanwezig, waaronder walvissen en dolfijnen, zeeschildpadden, mantaroggen, adelaarsroggen, barracuda's, marlijnen en andere rif- en pelagische soorten. Tonijn en geelvintonijn zijn ook in overvloed aanwezig. Naast de grote overvloed aan vis die in de Celebeszee wordt gevangen, levert deze zee ook andere aquatische producten op, zoals zeetang.

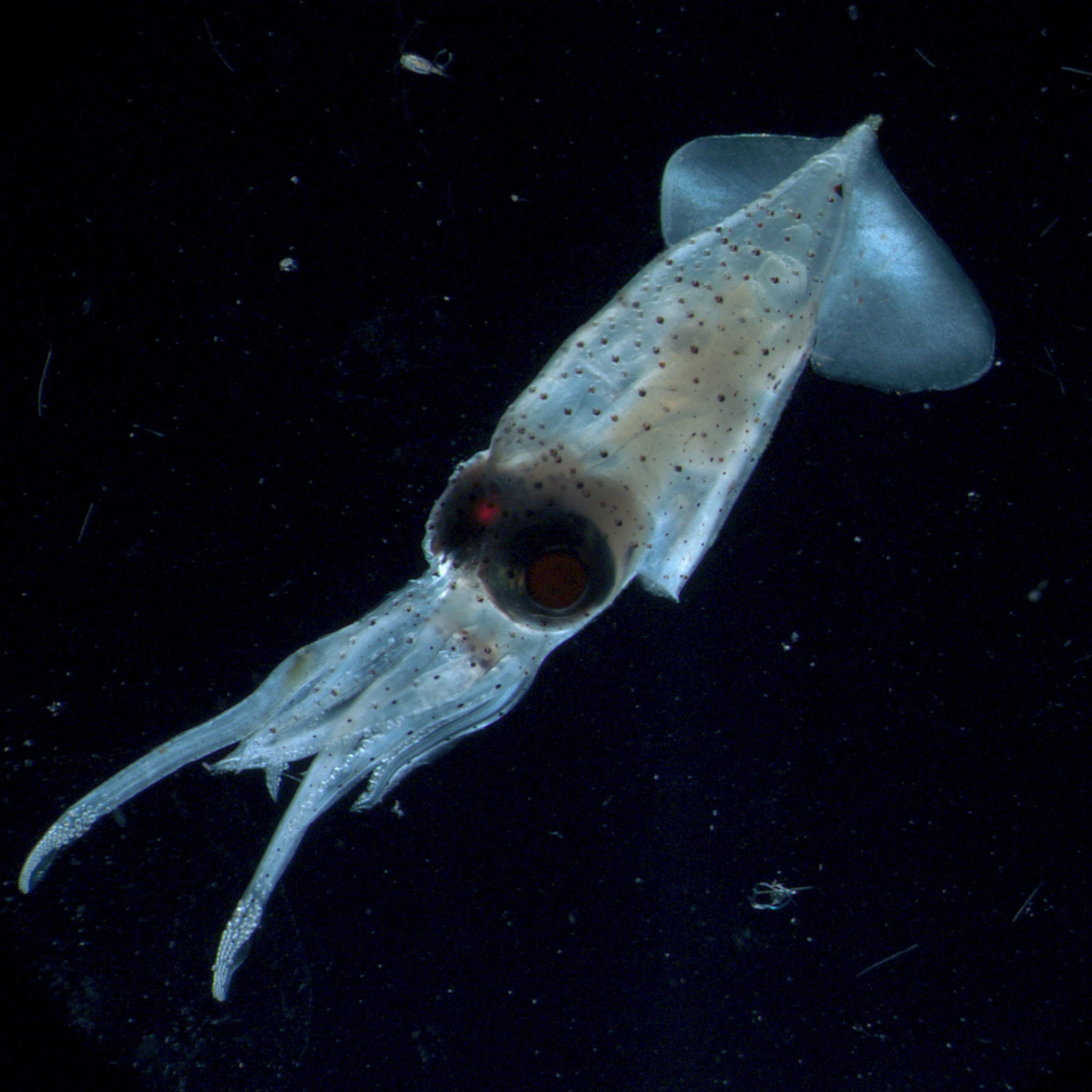
Inktvissen van het geslacht Enoploteuthis uit de Celebes Zee

- Gemeinsame Normdatei: 7500940-7
- Library of Congress Control Number: sh96008232
- Nationale Bibliotheek van Israël: 987007561267605171
- Virtual International Authority File: 315528103